# 橫濱海洋塔
橫濱海洋塔（日语：／ Yokohama Marin Tawā ?）是位於日本神奈川縣横濱市中區山下町横濱港的一個塔，也是橫濱港的象徵之一。橫濱海洋塔鄰接山下公園，在過去也曾經是一座燈塔。橫濱海洋塔加入了全日本塔协议会。2010年4月1日，橫濱海洋塔被選為戀人的聖地。

## 概要
1959年正值横濱港開港100週年，當局舉辦了眾多紀念活動，也有呼聲建議值此之際建造一座能象徵橫濱港的紀念性建築，橫濱海洋塔即因此而建設。橫濱海洋塔建設於1959年至1961年期間。日本的大多數高塔都是四角型。橫濱海洋塔在設計外形時就收到超過20份計劃，最終決定建設為10角形。這是為了無論從海上還是陸上觀看，十角形的橫濱海洋塔均會呈現相同外觀。
橫濱海洋塔高106米，重量12,000噸。橫濱海洋塔外觀的設計靈感來自於燈塔，並且橫濱海洋塔的頂部也具有燈塔技能。橫濱海洋塔也曾被列入吉尼斯世界纪录中世界最高的燈塔。橫濱海洋塔燈塔的光度在啟用當時是紅光40萬坎德拉、綠光25萬坎德拉，光達距離是25.5海里。設置者は東海汽船。但實際上對在附近航行的船舶來說，橫濱海洋塔的燈塔作用並不重要。加上改建工程的影響，橫濱海洋塔在2008年7月28日停止了其燈塔功能，並在9月1日正式被刪出航路標識。
橫濱海洋塔開業當時由「横濱展望塔株式会社」運營。開業當時曾大肆宣傳，高峰時每年有105萬人參觀，吸引了眾多觀光客入場。不過之後遊客逐漸減少，2005年時只有27萬人參觀橫濱海洋塔。2006年10月13日，接替橫濱展望塔株式會社經營橫濱展望塔的「冰川丸海洋塔株式會社」宣布由於遊客減少導致經營惡化，海洋塔和鄰接的冰川丸將在同年12月25日關閉。海洋塔轉讓給横濱市，冰川丸轉讓給日本郵船。
橫濱市在之後改建了橫濱海洋塔，並公募業者改建了海洋塔的外觀，對內部也進行了改建。在橫濱開港150週年之際，橫濱海洋塔在2009年5月23日重新開放。海洋塔外觀由紅白兩色改為橄欖棕色。2011年1月15日，橫濱海洋塔迎來了其開業50週年。
橫濱海洋塔的第29層和第30層是瞭望台，在瞭望台可以將橫濱港的景色一覽無餘。此外還能欣賞到港未來21地區和横濱海灣大橋、本牧碼頭等工廠夜景的景觀.海洋塔在每天10點至22點30分對外開放（最後入場時間是22點）。除了瞭望台之外，橫濱海洋塔內還有兩家餐廳、一家酒吧和一家商店等娛樂設施。
在改裝之前橫濱海洋塔還有横滨海洋科学博物馆、世界鳥類園、Belle Vue食堂、海洋屋、玩具館等設施，但這些設施現在都已經關閉。

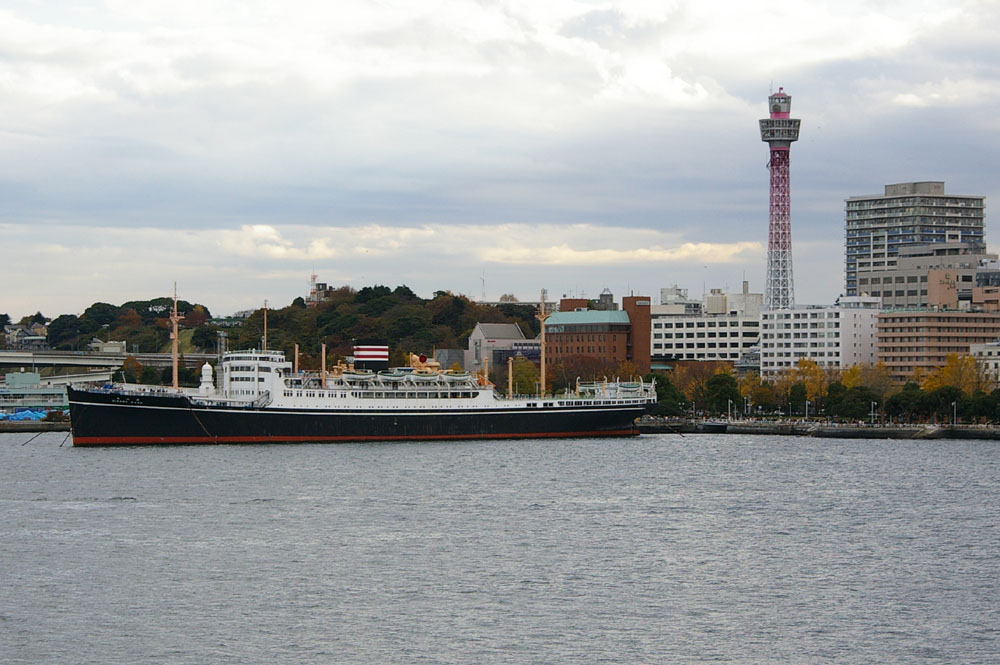
改建前的海洋塔和冰川丸 (2006年12月)
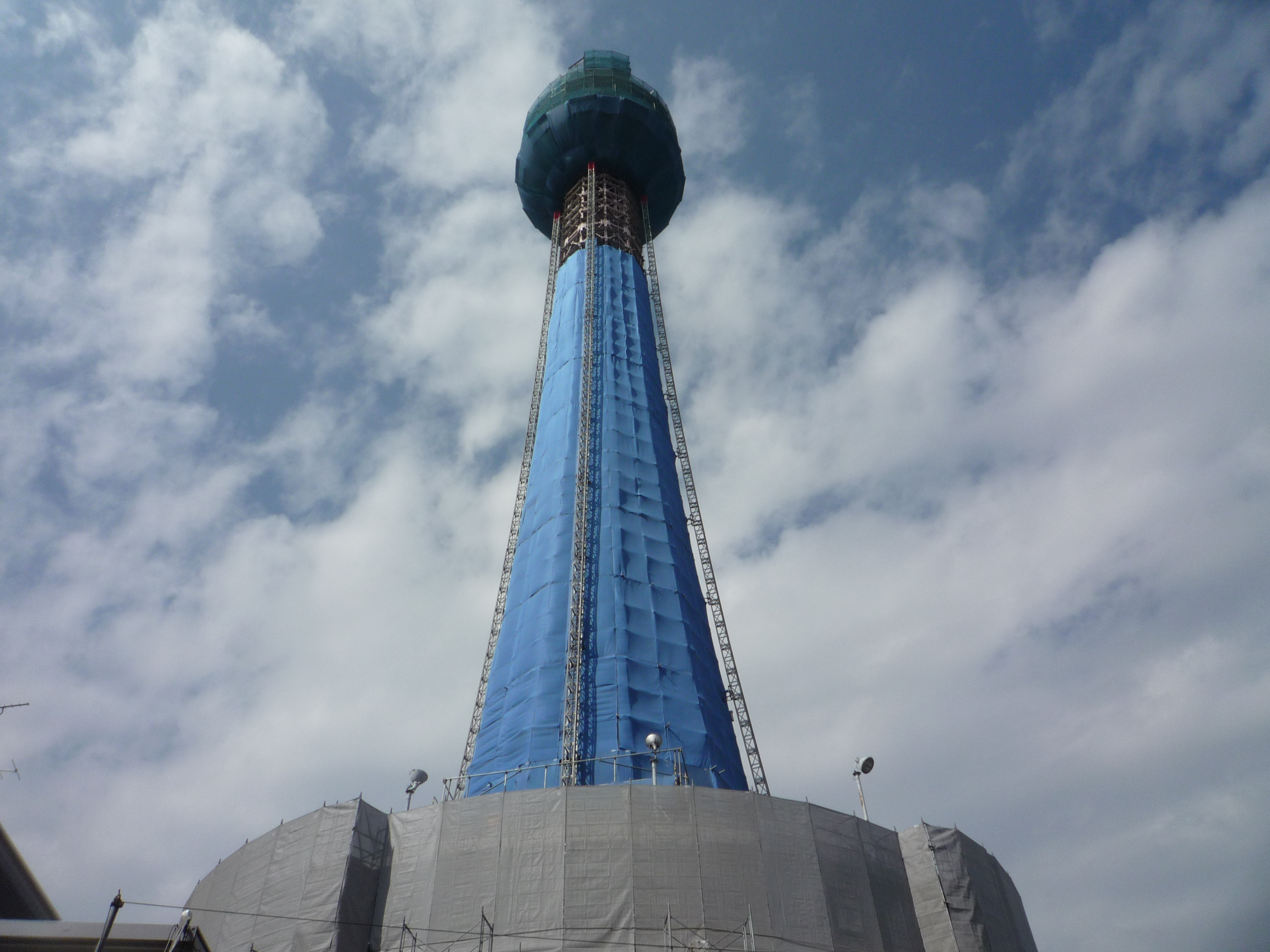
改建工程中的海洋塔 (2008年10月)
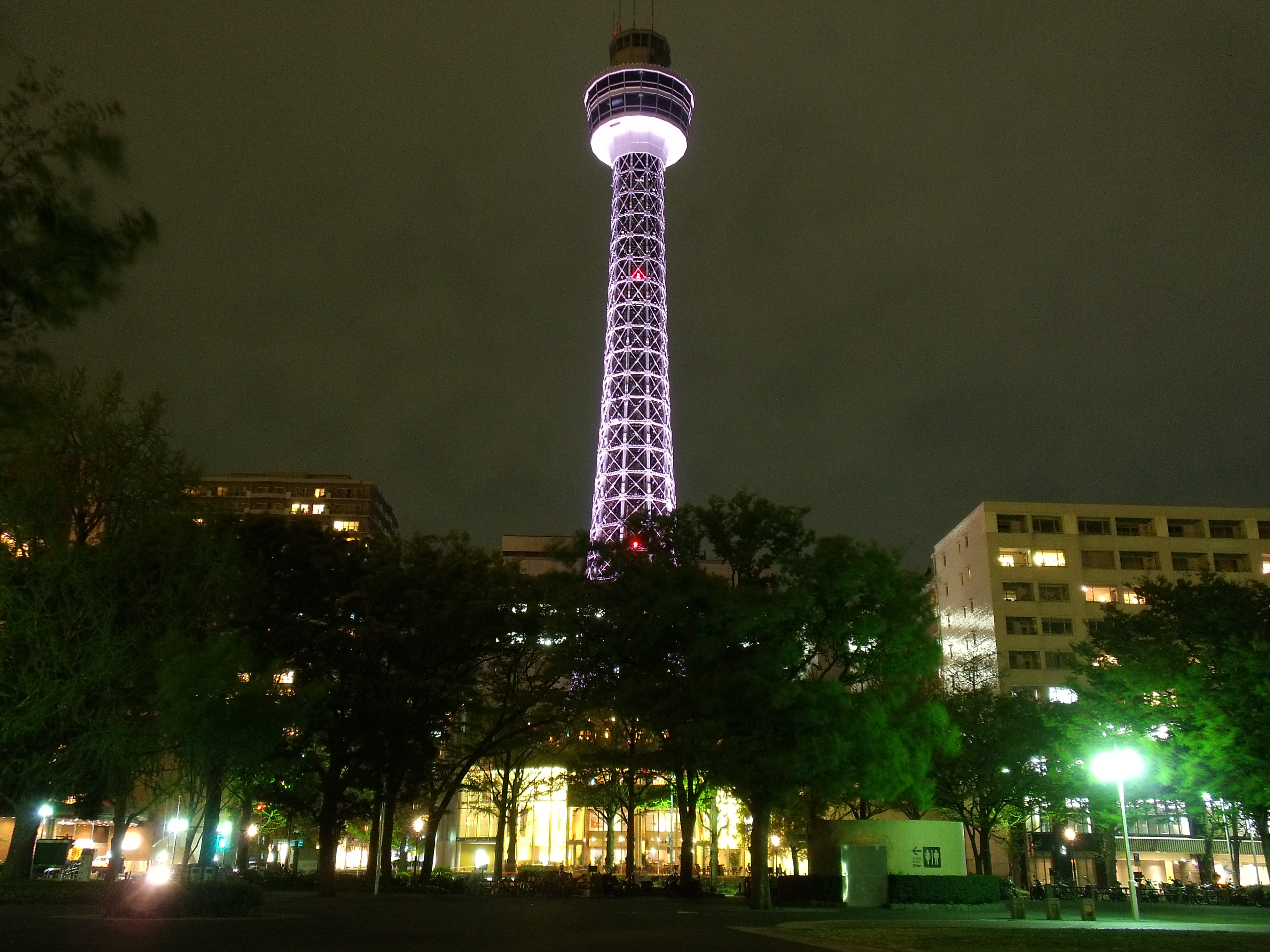
自山下公園望海洋塔 (2011年4月)
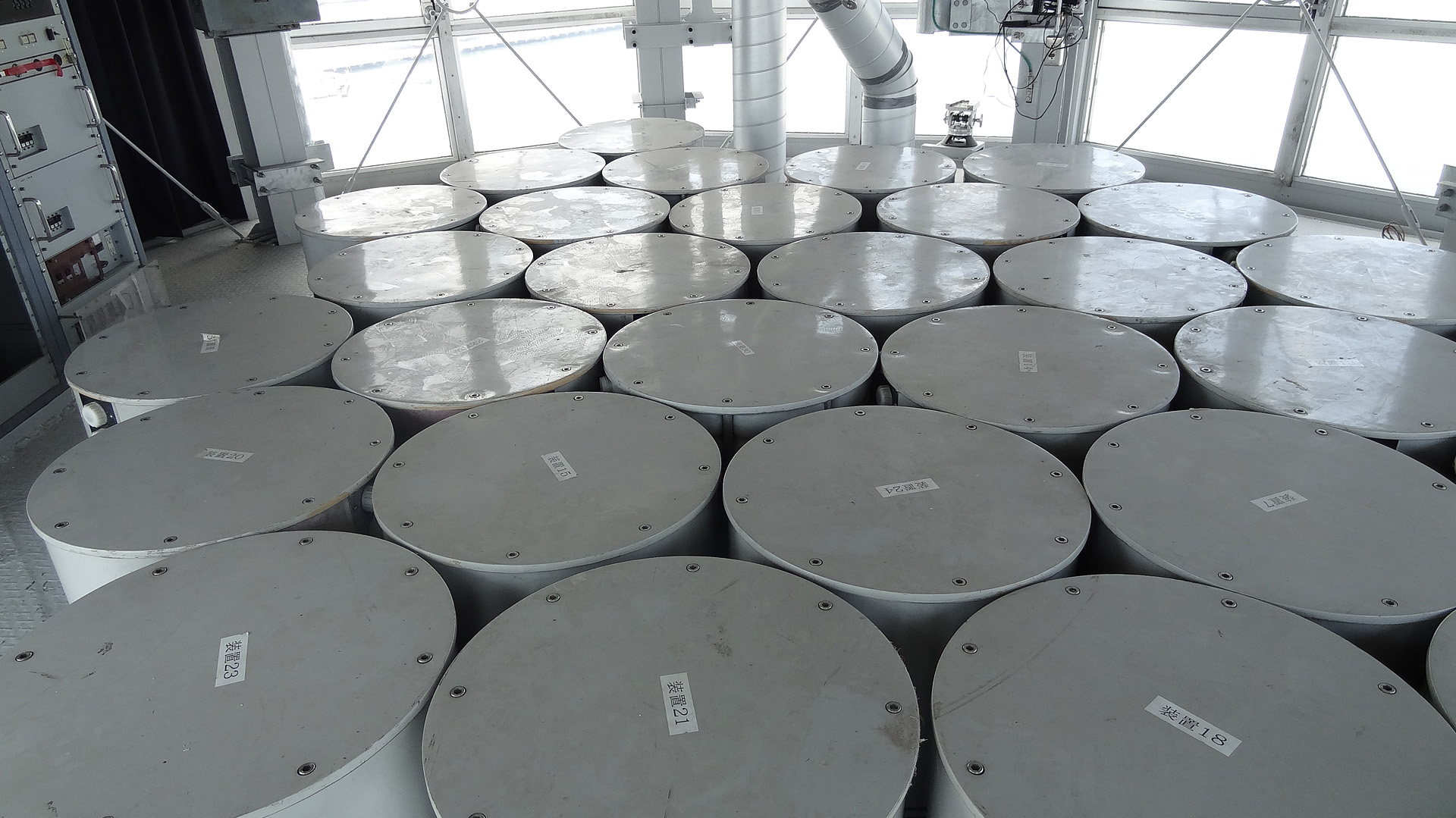
地上101米燈塔室內的制振装置 (2013年4月)
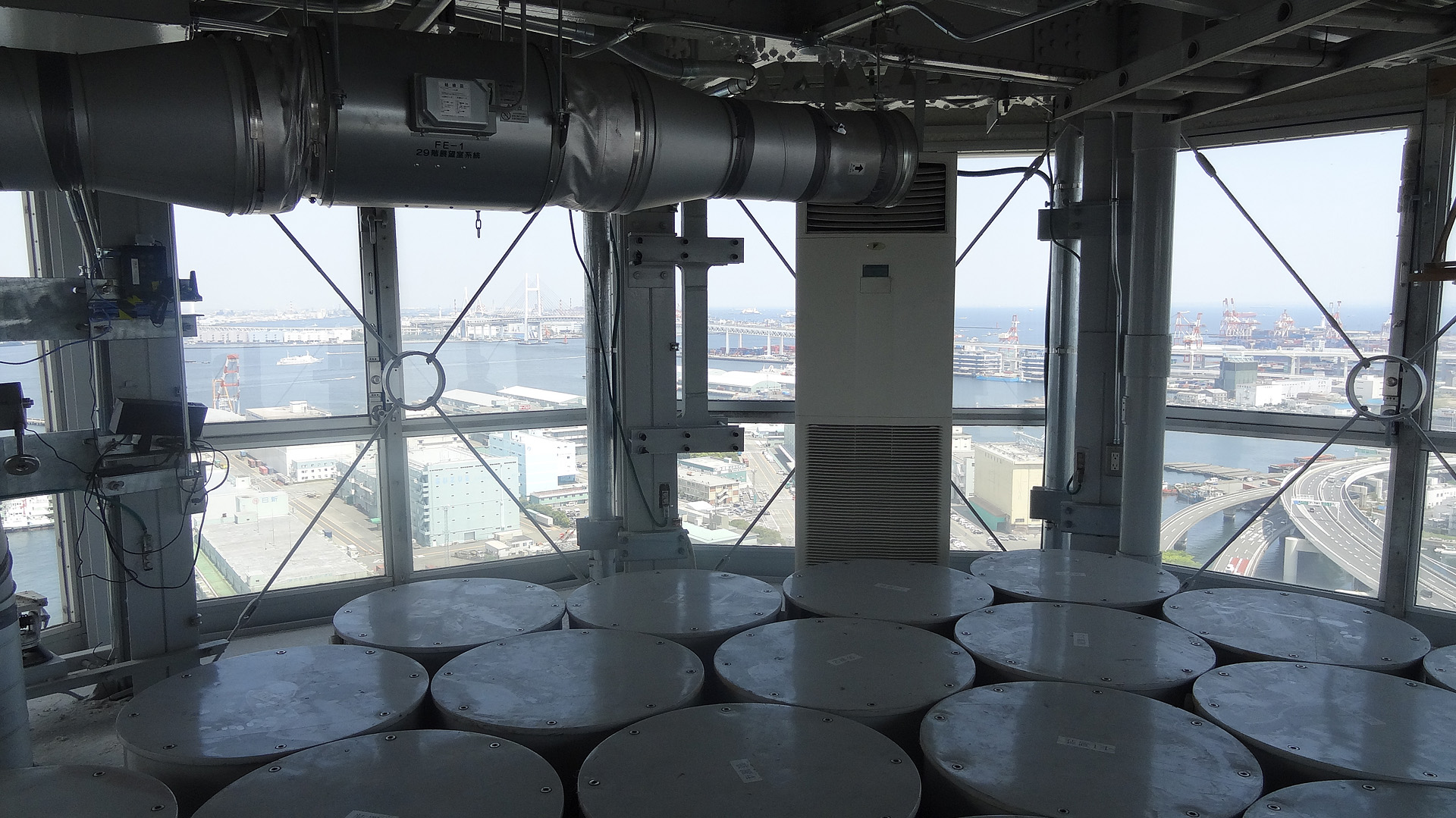
地上101米燈塔室內的制振装置和窗外景色 (2013年4月)
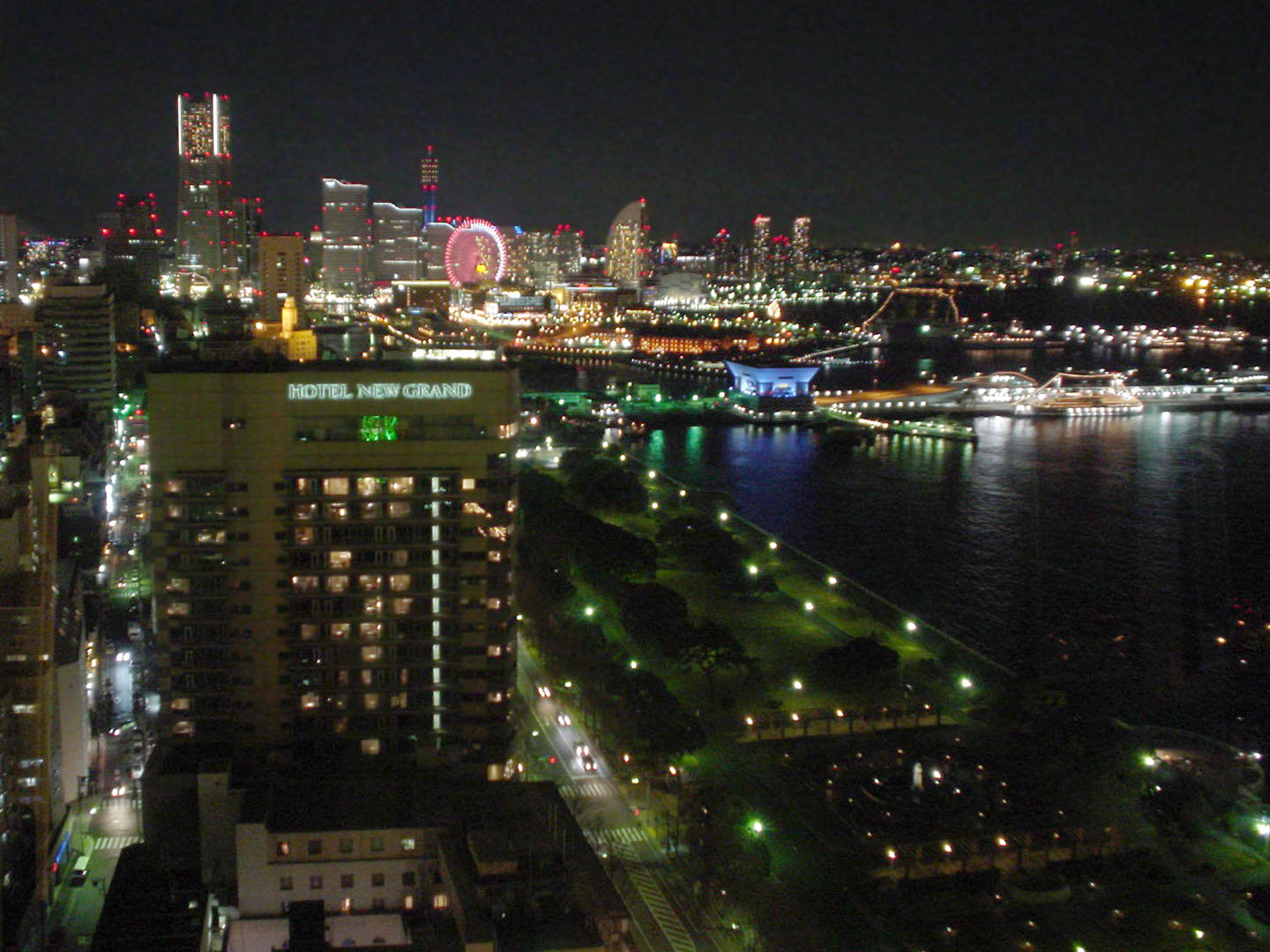
自瞭望台看到的夜景
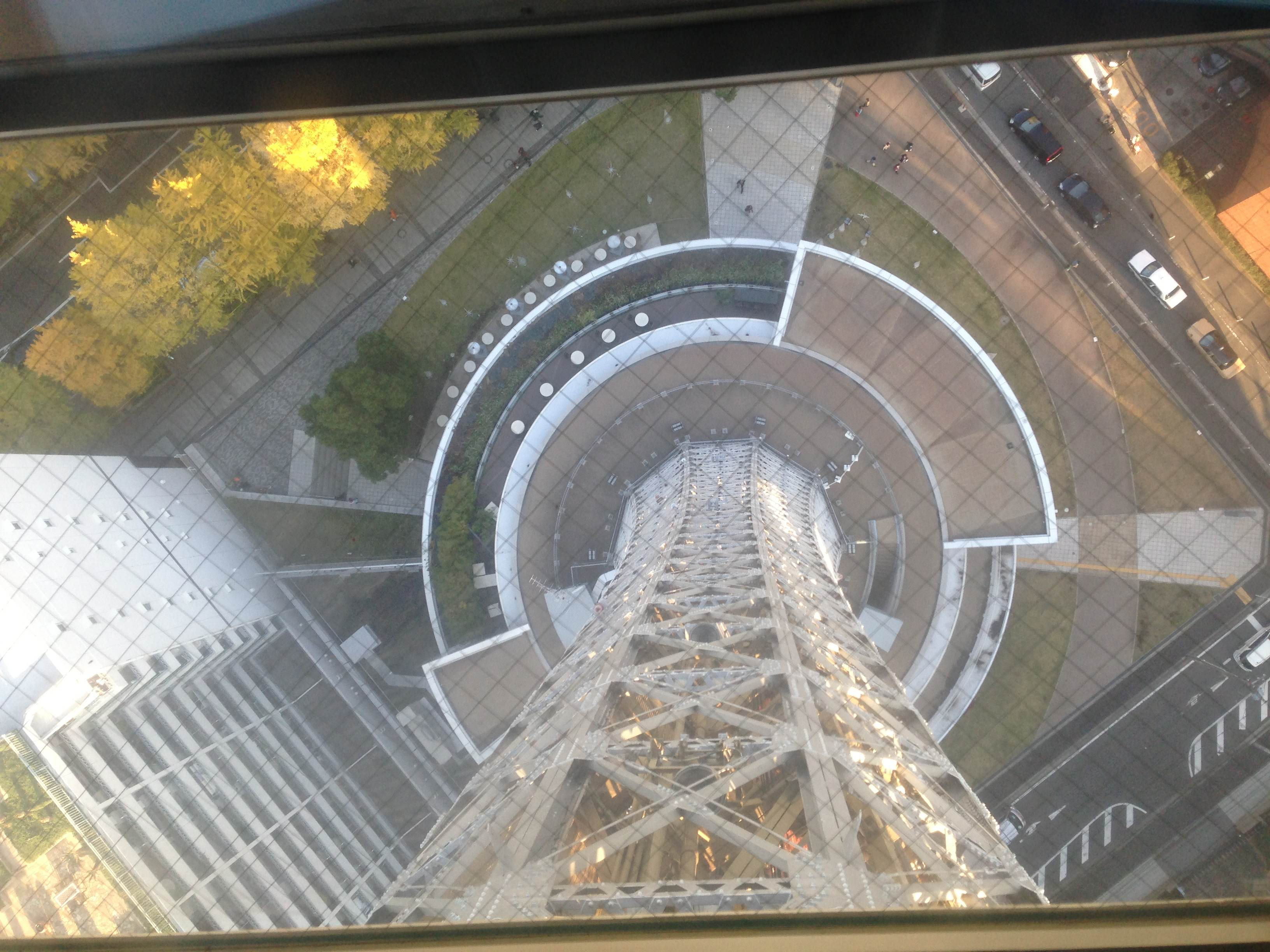
自瞭望台玻璃地板看到的景色

## 環保活動
橫濱海洋塔曾在2010年4月至2014年5月期間舉辦「横濱油田」活動，在週一至週五的10點至18點舉辦回收食用油的活動。
另外橫濱海洋塔在2011年還和環保瓶蓋推進協會舉辦了共同活動，在開業50週年之際目標收集50萬噸的瓶蓋，並將其得到的收益給25,000人免費提供疫苗。該活動結束之後，海洋塔仍然設有回收瓶蓋箱。

## 娛樂活動
橫濱海洋塔舉辦眾多娛樂活動。其中之一是爬樓梯活動。雖然可以搭乘電梯到達橫濱海洋塔的瞭望台，但橫濱海洋塔在冬季以外的季節，每月都會有數日舉辦爬樓梯登瞭望台的活動。樓梯共有335級。該活動不需要預約，只要支付瞭望台門票就可以參加。但有時會因為天氣原因而中止。橫濱海洋塔還舉辦有音樂活動。2009年10月開始，FM橫濱開始播出一檔名為「YOKOHAMA MUSIC AWARD」的節目，該節目每月在海洋塔舉行一次免費演唱會。

## 外部連結
- オフィシャルサイト （页面存档备份，存于）
- ヨコハマ・グッズ001 （页面存档备份，存于）
- TOKYO油田2017 （页面存档备份，存于）
- エコキャップ推進協会 （页面存档备份，存于）
- OpenStreetMap上有關橫濱海洋塔的地理